# Brenitsa (distrikt i Bulgarien, Silistra)
Brenitsa (bulgariska: Бреница) är ett distrikt i Bulgarien.   Det ligger i kommunen Obsjtina Tutrakan och regionen Silistra, i den nordöstra delen av landet, 290 km öster om huvudstaden Sofia.
Trakten runt Brenitsa består till största delen av jordbruksmark. Runt Brenitsa är det ganska glesbefolkat, med 48 invånare per kvadratkilometer.